# Yagul
Yagul är arkeologiskt område och en före detta stadsstat, som hörde till zapotekerna i det förcolumbianska Mesoamerika och ligger i den mexikanska delstaten Oaxaca. Platsen blev utsett till en av landets fyra Mexikanska naturmonument den 13 oktober 1998. Platsen är lokalt känd som Pueblo Viejo (Gamla byn) och ockuperades under den spanska koloniseringen av Amerika. Efter erövringen flyttades befolkningen till den närliggande moderna staden Tlacolula, där deras ättlingar ännu bor.
Yagul befolkades först omkring 500-100 f.Kr. Omkring år 500-700 uppfördes bostadshus, samhälls- och ceremoniella byggnader. De tydligaste resterna är dock från perioden 1250 till 1521, då Yagul var huvudstad i stadsstaten.
Arkeologiska utgrävningar gjordes på 1950- och 1960-talen av arkeologerna Ignacio Bernal och John Paddock.
Spår av mänsklig bosättning i området, nämligen klippmålningar i Caballito Blanco, har daterats till åtminstone 3000 f.Kr. Efter att Monte Albán övergetts omkring år 800, bosatte sig folk i mindre centrum som Lambityeco, Mitla och Yagul.

## Etymologi
Namnet Yagul kommer från zapotekiskan, och bildas av ordet ya (träd) och gul (gammal), därav "gammalt träd".

## Platsen
Yagul ligger alldeles vid sidan av Federala huvudväg 190 mellan staden Oaxaca och Mitla, omkring 36 km från den förstnämnda. in the Tlacolula arm of the Valley of Oaxaca. The Salado river flows to the south.

## Historik
Bosättningen i Yagul dateras till mellersta (2000-1000 f.Kr.) till sena förklassiska perioden (1000-400 f.Kr.). Genomarbetade gravar från den förklassiska perioden, som har grävts fram i Yagul tillsammans med fartyg avbildade på keramik, indikerar Monte Albáns allt starkare påverkan på den lokala överklassen. Under sena efterklassiska perioden, alldeles före koloniseringen, hade Yagul fler än 6 000 invånare.

## Beskrivning av området
Yagul är en av de mest studerade arkeologiska platserna i Oaxacadalen. Platsen ligger omkring en kulle och kan delas in i tre huvudområden: fästningen, det ceremoniella centrumet och bostadsområdena. Byggstenen i Yagul är i huvudsak gatsten formad från vulkaniskt berg såsom basalt. Omkring 30 gravar har hittats i Yagul, några förekommer två och två. Ett fåtal av dessa har hieroglyfiska inskriptioner.

### Fästningen

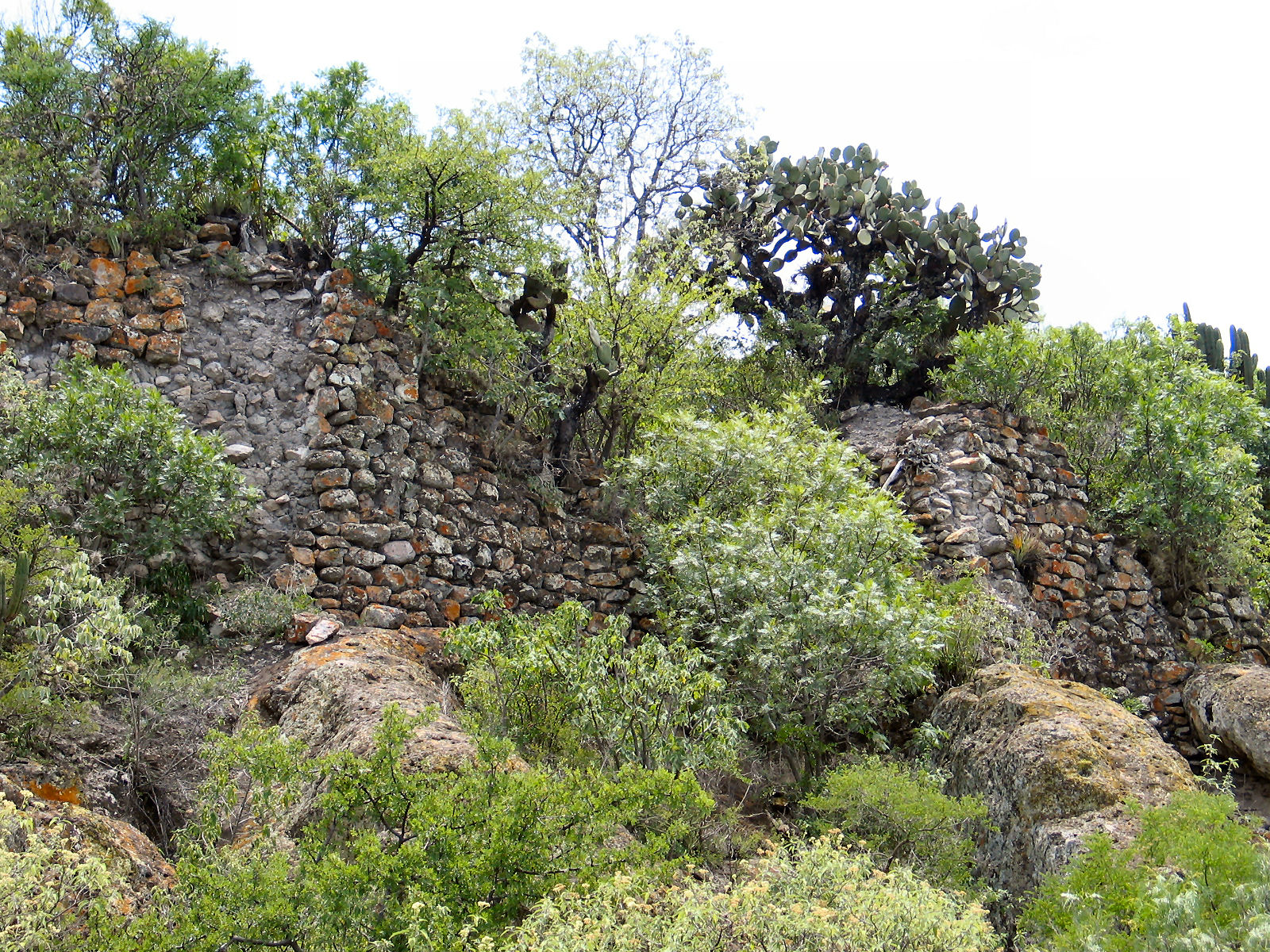
En del av fästningsmuren i Yagul.

Belägen på toppen av klipporna nordost om platsen och skyddad av naturliga och konstgjorda murar har den en utmärkt strategisk utsikt över hela Tlacoluladalen. 
Den har flera utsiktsplatser, däribland en som nås genom en smal bro.

### Bostadsområdet
Outgrävda bostadsområden ligger på terrasserna i söder, öster och väster om kullen. Den klassiska erans bostäder ligger nordväst om det utgrävda ceremoniella centrumet och lägre klassernas bostäder tros ligga omkring områdets kärna.

### Ceremoniellt center
Det ceremoniella centrumet grävdes ut 1974 av Bernal och Gamio. Det omfattar nästan allt av det som utgrävts och som idag kan ses. Ceremoniella centrumet består av ett antal stora gårdsplaner omgivna monumental arkitektur, och även inkluderar en mesoamerikansk bollplan samt överhetens bostadskomplex. Några av byggnaderna i området är:
- Bollplanen. Den restaurerade bollplanen har en öst-västlig orientering och är den största i Oaxacadalen. Ett huvud av en orm utskuren ur sten, som idag finns på det regionala museet i Oaxaca de Juárez, hittades på toppen av den södra muren[2][9][12]. Bollplanen byggdes under den klassiska perioden mellan år 500 och 700 och utvidgades mellan år 700 och 900[1]. Den är totalt 47 meter lång och har en plan på 30 meter och är 6 meter bred[13].

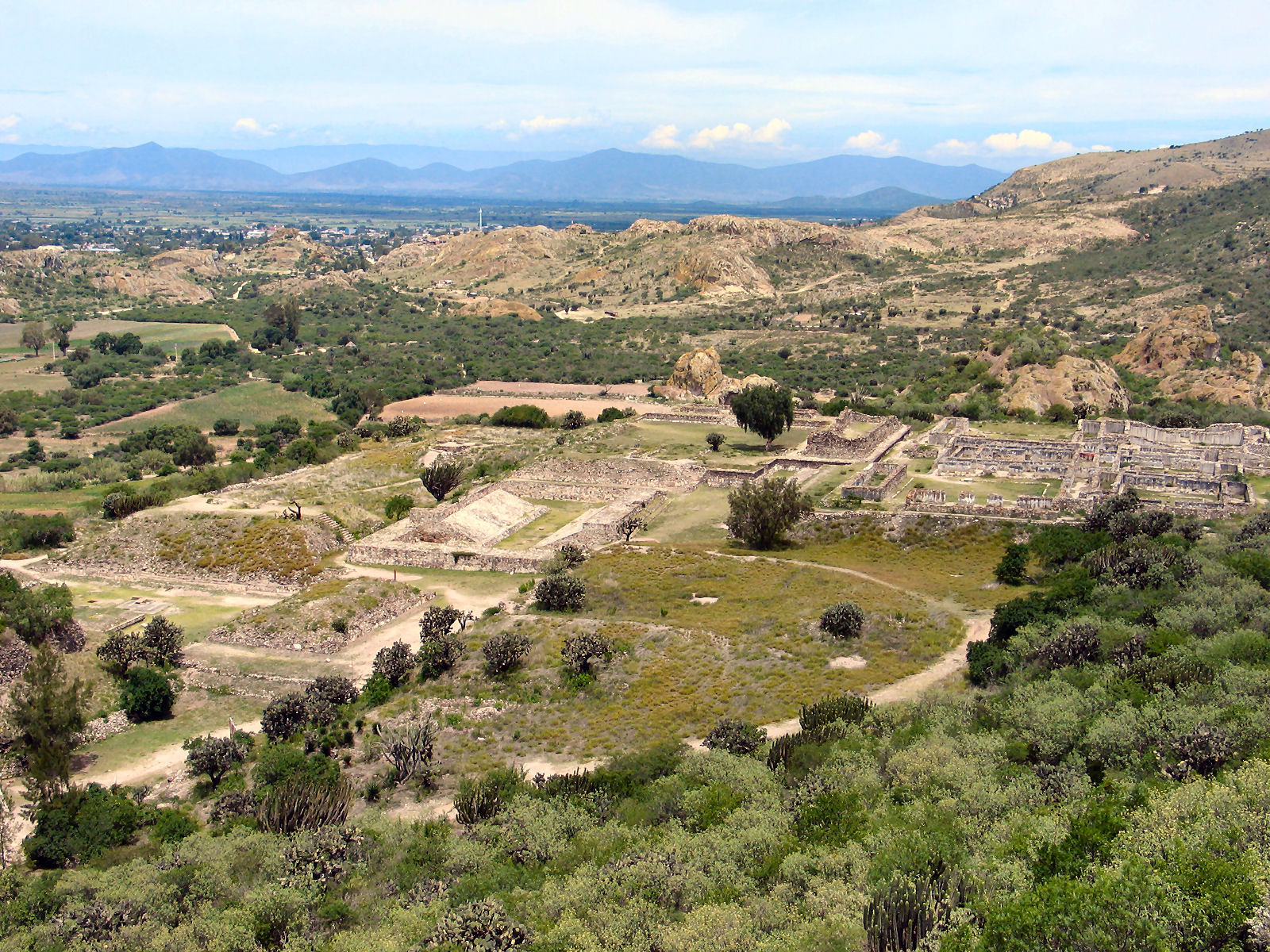
Vy över det ceremoniella centret i Yagul, mot sydväst med bollplanen i mitten och Sex patiors palats till höger.

- Sex patiors palats. Detta är en labyrintstruktur som utgörs av ett slingrande komplex av gångvägar och många rum. Detta är sammansatt av tre överklasskomplex, vart och ett med två patior omgivna av rum. I varje patiopar, var troligen den norra bostad och den södra troligen administrativt område. En gravingång finns i varje patio[1]. Samma layout hittas i den närliggande platsen Mitla men de två platserna var troligen oberoende av varandra[2]. Murarna är klädda med stenar och stuck över en grov sten och lerkärna, golven var i röd stuck[12]. Patio F är något annorlunda än de andra i komplexet då den är öppen ut mot bollplanen och lägre patiokomplexen och vrekar ha haft en mer offentlig funktion. Den har en låg bänk inne i ett rum som kan varit synlig för områden nedan och kan ha använts vid mottagning av besök[7]. Palatskomplexet har även ett tempel[14].

- Patio 1 är ett stort öppet område alldeles sydost om Sex patiors palats. Den har rum på alla sidor förutom den södra. Alldeles söder om Patio 1 finns ett tempel[2].

- Patio 4 ligger sydost om bollplanen och är en del i ett tempel-patio-altarkomplex bildat av fyra högar omkring ett centralt altare. Den användes från åtminstone den klassiska perioden och fram till den postklassiska perioden. En grodskulptur ligger vid foten av den östra högen[2].

- Grav 30. Denna postklassiska grav ligger nedanför Patio 4. Den har tre kammare med dekorerade paneler, huvudkammaren har en fasad dekorerad med två människohuvuden huggna i sten. Dörren till graven är en stenhäll med hieroglyfiska inskriptioner på båda sidor[9][11].

- Rådskammaren. Denna långa, smala kammare, med en öst-västlig orientering, ligger söder om en smal "gata". Den var en gång dekorerad med stenmosaik och kunde nås genom trappor från Patio 1, som ligger alldeles söder om kammaren. Ingången är indelad i 3 sektioner av två stycken 2 meter breda kolonner. Genom att det inte finns några tydliga bostäder här och inte heller någon helgedom eller tempel, tror man att den använts för administrativa ändamål[1][10].

- Dekorerade gatan. Denna smala "gata" går i en öst-västlig riktning mellan Sex patiors palats i norr och Rådskammaren i söder. Den södra muren är över 40 meter lång och var dekorerad med geometrisk stenmosaik liknande den i Mitla.[1]

- Byggnad U. Denna byggnad byggdes på en konstgjord plattform i norra delen av platsen, en grav ligger under dess golv. Den nås genom en trappa i söder och ger en bra vy över större delen av Yagul[1].

Platsen sköts av Instituto Nacional de Antropología e Historia (Nationella institutet för antropologi och historia) och är öppen för allmänheten.